# Caspar von Berlepsch
Caspar von Berlepsch (* im 15. Jahrhundert; † 1521) war landgräflicher Erbkämmerer und Hofmeister unter dem Landgrafen Wilhelm I. von Hessen.

## Leben
Caspar von Berlepsch entstammte dem Adelsgeschlecht derer von Berlepsch, das sich nach der Zerstörung seiner südniedersächsischen Stammburg Barlissen im 14. Jahrhundert an der Werra festsetzte, wo es bereits im Besitze mehrerer Güter war. Er war der Sohn des Günther von Berlepsch († 1462) und dessen Gemahlin Else von Boineburg gen. Hohenstein. Caspar war in erster Ehe mit Anna von Döring geb. Hatzfeld, in zweiter Ehe mit einer Echter von Mespelbrunn verheiratet. Aus der Ehe stammt der Sohn Kaspar Sittich († 1539).
Caspar war in der landgräflichen Kanzlei in Marburg tätig und von 1495 bis 1497 und 1501 bis 1503 Rat unter dem hessischen Landgrafen Wilhelm II. Er war Amtmann zu Nidda und 1504 Burgmann zu Friedberg. Vom 15. Oktober 1510 bis zum 23. September 1511 war er daneben der sechste hessische Erbkämmerer. Arnold von Berlepsch, einer seiner Vorfahren, hatte im Jahre 1369 von Landgraf Heinrich II. das erbliche Amt des Kämmerers erhalten.
Vom 10. Juli 1513 bis zum Jahresende 1514 war Caspar Hofmeister unter dem Landgrafen Wilhelm I., der nach einer Pilgerreise in den Jahren 1492/1493 an Syphilis erkrankte, geisteskrank wurde und deshalb die Regierungsgeschäfte im Jahre 1493 seinem jüngeren Bruder Wilhelm II. von Hessen übergab. In dieser Funktion oblag Caspar die Leitung der Hauswirtschaft sowie die Sorge für die Person des Regenten, die er bis zu dessen Tode im Jahre 1515 ausübte.